# Кэнти, Брендан (музыкант)
Брендан Кэнти (англ. Brendan Canty) — американский музыкант, композитор, продюсер, кинорежиссёр, наиболее известный, как барабанщик групп Fugazi и Rites of Spring. Родился 9 марта 1966 года в Тианеке, Нью-Джерси.

## Биография

### Ранние годы, Rites of Spring
Кэнти начал играть на барабанах в возрасте 15 лет в недолго просуществовавшей группе Deadline, запись которой вошла в сборник Flex Your Head. В начале 1985 года присоединился к группе Rites of Spring. Позже присоединился также к группам One Last Wish и Happy Go Licky.

### Fugazi
Кэнти стал барабанщиком Fugazi в 1987 и участвовал в записях группы и турах до тех пор, пока группа не ушла в свой «неопределенный отпуск» в 2003.
Множество песен Fugazi с момента выхода альбома Steady Diet of Nothing основываются на гитарных рифах, придуманных Кэнти на репетициях группы. Кэнти, будучи умелым мульти-инструменталистом, также писал комопзиции для фортепиано (он наигрывает версию «Bed for the Scraping» в документальном фильме о группе Intstrument), а также записывал басовые партии для некоторых песен. Интересной деталью является также то, что в своей барабанной установке он использует большой корабельный колокол.
В 2007 году Stylus Magazine отметили Кэнти на 29 месте в списке «50 Greatest Rock Drummers», таким образом он перегнал даже джазового виртуоза Билли Кобэма.

### Саундтреки, фильмы, кинорежиссура и сайд-проекты
Кэнти часто сочиняет саундтреки к документальным фильмам каналов Discovery Channel и The Learning Channel. Нередко участвует в записях или помогает с продюсированием записей групп из Вашингтона. Во время отпуска Fugazi, Кэнти был занят в сайд-проекте под название Garland Of Hours, вместе с вокалисткой/виолончелисткой/клавишницей Эми Домингес (Amy Domingues) и барабанщиком/перкуссионистом Джерри Буше (Jerry Busher). Оба эти участника группы также участвовали в тех или иных записях Fugazi. Их первый одноименный альбом был выпущен на лейбле Arrest Records, основанном Буше и младшим братом Кэнти, Джеймсом (участником группы Nation of Ulysses.
Кэнти создал музыку для серии документальных фильмов The Hill, вышедших на Sundance Channel в августе 2006, а также продолжает делать музыку для серии «Hard Time» на National Geographic Channel.
В 2004 году Кэнти и режиссёр Кристоф Грин совместно основали DVD-лейбл Trixie, чтобы выпустить задуманную ими же серию музыкальных фильмов Burn To Shine. Серия включает в себя несколько дисков с видеозаписями того, как несколько групп в одном отдельно взятом городе исполняют по одной композиции (без наложений и с одного дубля) в доме, который предназначен под снос (и в конце каждого фильма задокументирован процесс разрушения дома).
В серии отметились такие музыкальные проекты, как Bob Mould, Weird War, Q and Not U, Ted Leo, French Toast, The Medications, The Evens, Garland Of Hours, The Lonesome Organist, Pit Er Pat, Shellac, The Ponys, Wilco, Tight Phantomz, Freakwater, Red Eyed Legnds, Tortoise, The Thermals, Quasi, The Planet The, Mirah, Sleater-Kinney, The Ready, The Lifesavas, The Shins, The Decemberists, Wet Confetti, The Gossip.
Вместе с той же командой, что была занята в создании серии Burn to Shine, Кэнти и Грин сняли концертную запись Боба Мулда, которая была озаглавлена «Circle of Friends.» Кэнти не только продюсировал этот фильм, но так же выступал на этом шоу в качестве барабанщика.
Кэнти и Грин так же сняли фильм Sunken Treasure: Live in the Pacific Northwest, турфильм Джефа Твиди (Wilco), и турфильм Wilco под названием «Ashes of American Flags».
В конце 2004, начале 2005, Кэнти записал барабанные дорожки для сольного альбома Боба Мулда Body of Song и поехал с ним в тур в поддержку этой записи. Позже Кэнти участвовал в записи ещё одного альбома Боба — District Line, вышедшего в 2008 году.
Продюсировал альбомы Ted Leo and the Pharmacists Living With the Living и The Tyranny of Distance, а также продюсировал Benjy Ferree, альбом The Thermals The Body, The Blood, The Machine, записи группы French Toast, сводил одноименный альбом группы The Aquarium.
Выступил в роли режиссёра DVD сольного выступления своего друга Эдди Веддера под названием Water on the Road.

## Личная жизнь
Брендан Кэнти — брат Джеймса Кэнти (Nation of Ulysses) и писателя Кевина Кэнти. Брендан живёт в Вашингтоне с женой и четырьмя детьми.

## Оборудование
Брендан играет на барабанах Gretsch на протяжении практически всей своей музыкальной карьеры.
- Red Gretsch Custom & Zildjian Cymbals:
- Барабаны
  - 14x8» Ludwig Colliseum Snare, or Rogers Dyno-sonic snare.
  - 10x12" Custom Gretsch Rack Tom
  - 16x18" Custom Gretsch Floor Tom
  - 18x22" Custom Gretsch Bass Drum
- Тарелки
  - 14" Zildjian Rock Hi-Hats
  - 18" Zildjian A Series Crash
  - 19" Zildjian A Series Crash
  - 22" Zildjian A Series Heavy Ride
- Также использует иногда Zildjian K Series подобной конфигурации.
- Аппаратура, и т.д
  - Remo Drum Heads
  - Gibraltar, Yamaha and Tama Hardware
  - DW 5000 Bass Drum Pedals
  - Pro-Mark 5A Drum Sticks

Частью его установки также является большой корабельный колокол.

## Дискография

### Deadline
Появления на сборниках
- Flex Your Head (1982, Dischord Records)
  - Track 30 — «Stolen Youth»
  - Track 31 — «Hear the Cry»
  - Track 32 — «Aftermath»
- 20 Years of Dischord (2002, Dischord Records)
  - Disc 01, Track 11 — «Stolen Youth»
  - Disc 03, Track 15 — «No Revolution»

### Rites of Spring
- Rites of Spring (1985)
- All Through a Life (1987)

Появления на сборниках
- 20 Years of Dischord (2002, Dischord Records)
  - Disc 01, Track 17 — «Drink Deep»

### Happy Go Licky
- Happy Go Licky (1988)

Появления на сборниках
- 20 Years of Dischord (2002, Dischord Records)
  - Disc 01, Track 29 — «Twist and Shout»

### Fugazi
- Fugazi (1988)
- Margin Walker (1989)
- 13 Songs (1989)
- Sub Pop Singles Club#14 (1989, Sub Pop Records)
- 3 Songs (1990)
- Repeater (1990)
- Steady Diet of Nothing (1991)
- In on the Kill Taker (1993)
- Red Medicine (1995)
- End Hits (1998)
- Instrument (1999)
- Furniture + 2 (2001)
- The Argument (2001)
- May 7, 1999 (2004)
- September 3, 1987 (2004)

Появления на сборниках
- State of the Union (1989, Dischord Records)
  - Track 11 — «In Defense of Humans»
- International Pop Underground Convention (1992)
- 20 Years of Dischord (2002, Dischord Records)
  - Disc 02, Track 01 — «Blueprint»
  - Disc 03, Track 19 — «The Word»
  - Disc 03, Track 20 — «Burning» (live)

### One Last Wish
- 1986 (1999)

Появления на сборниках
- State of the Union (1989, Dischord Records)
  - Track 10 — «Burning in the Undertow»
- 20 Years of Dischord (2002, Dischord Records)
  - Disc 01, Track 24 — «This Time»

### Girls Against Boys
- Nineties Vs. Eighties EP (1990, Adult Swim Records)

### Lois
- Bet the Sky (1995, K Records)
- Infinity Plus (1996, K Records)

### Black Light Panthers
- 1982-1997 (1998)

### The All Scars
- Introduction to Humanity (1999)

### Lois Maffeo & Brendan Canty
- The Union Themes (2000, Kill Rock Stars)

### Garland of Hours
- Garland of Hours (2003)

## Список источников
1. ↑  in your ear. Дата обращения: 23 июля 2011. Архивировано из оригинала 20 февраля 2006 года.
2. ↑  Stylus Staff. 50 Greatest Rock Drummers. Stylus Magazine's 50 Greatest Rock Drummers. Дата обращения: 5 мая 2011. Архивировано 20 марта 2012 года.
3. ↑  Boston Music Spotlight — Your Source for Music News and Concert Information « Eddie Vedder plots solo release, tour. Дата обращения: 23 июля 2011. Архивировано из оригинала 7 апреля 2011 года.